# Contamination
Contamination è un film del 1980 diretto da Luigi Cozzi sotto lo pseudonimo di Lewis Coates. 
La pellicola, di genere horror fantascientifico, è conosciuta anche col titolo Alien arriva sulla Terra, Alien Contamination e Contamination - Alien arriva sulla Terra.

## Trama
All'interno di una nave ferma nel porto di New York vengono trovate strane uova verdi, una di queste esplode provocando la morte di un militare giunto ad ispezionare il posto. Il colonnello Stella Holmes assume l'intricato caso e pensa che il mandante volesse mettere le uova nel sottosuolo della città.

## Produzione
Il film è una coproduzione Italia-Germania Ovest.
Dopo il successo del suo film Scontri stellari oltre la terza dimensione, Luigi Cozzi ha voluto girare un altro film di fantascienza. Vedendo il film Alien di Ridley Scott, Cozzi decise di fare qualcosa di simile.
Cozzi decise di non ambientare il film nello spazio, come fece Scott, ma sulla Terra, mantenendo le idee delle uova aliene e di una grande creatura extraterrestre, scrivendo una sceneggiatura chiamata Alien arriva sulla Terra.
Il produttore Claudio Mancini volle però usare il titolo Contamination, proveniente da un film mai realizzato ispirato a  Sindrome cinese di James Bridges; il titolo fu così modificato contro la volontà di Cozzi.
Contamination è stato girato in otto settimane, di cui tre a Roma e poi altre due divise tra New York, Florida e Colombia, tutto per un budget stimato di 225000 $. Le uova aliene viste in lontananza furono realizzate con dei palloncini dipinti di verde, mentre nelle scene in cui vengono inquadrate vennero realizzate con del silicone con all'interno una luce lampeggiante per dare l'effetto delle pulsazioni. Nelle scene in cui i corpi umani vengono infettati ed esplodono si ricorse nell'attaccare al dorso degli attori una pancia finta ripiena di viscere di carne procurate da una macelleria, e venivano fatte esplodere grazie ad un tubo d'aria compressa. Cozzi aveva voluto utilizzare l'animazione passo uno per realizzare il ciclope alieno del film, ma è stato ancora una volta annullato da Mancini e fu sostituito con un animatrone. Cozzi ha successivamente affermato che questa creatura non ha funzionato correttamente e si muoveva a malapena, così ha dovuto usare tagli per nascondere le scene in cui si vedeva l'evidente movimento operato da macchinisti.
In Italia ebbe uno scarso successo al botteghino, ma ebbe invece buoni riscontri all'estero. Secondo Cozzi ciò è dovuto al fatto che il film venne proiettato in anteprima a Bologna nello stesso periodo della famosa strage.

## Distribuzione
Distribuito nei cinema italiani il 2 agosto 1980, lo stesso giorno della strage di Bologna.

### Edizioni home video
La versione integrale è reperibile solo su DVD nel mercato americano.
Una nuova versione del film, rimasterizzato in alta definizione a 1080p, partendo dal restauro degli originali negativi in 2K, (Immagine ritrovata, Bologna), è disponibile su supporto Blu-ray disc da luglio 2015 per il mercato home video inglese. La pellicola è presentata con l'aspect ratio originale (1:85:1), e traccia audio mono PCM non compressa, in inglese e in italiano.

## Accoglienza

### Critica
(Fantafilm)